# One to One: John & Yoko
One to One: John & Yoko è un documentario del 2024 diretto da Kevin Macdonald e Sam Rice-Edwards.
Esso racconta la relazione che c'è stata tra gli artisti musicali John Lennon e Yōko Ono negli anni '70.

## Trama
Il documentario si svolge nel 1972: nel periodo subito successivo allo scioglimento dei Beatles, l'ex-membro John Lennon, che dal 1966 è affiancato da Yōko Ono (vista come motivo principale dello scioglimento dei Fab Four e per questo criticata dai fan) soggiornano temporaneamente a New York, in un paese a quei tempi segnato da un clima molto teso, dallo Scandalo Watergate, gli ultimi anni della Guerra in Vietnam e l'amministrazione Nixon.
Il tema principale sono i 2 concerti benefici per bambini bisognosi One to One, avvenuti nel 1972 a New York, gli unici concerti da solista a cui John Lennon ha preso parte dopo i Beatles, da cui verrà estratto un album live postumo (Live in New York City, 1986) e che vide anche la presenza di altri personaggi come Stevie Wonder e Geraldo Rivera.
Il resto del documentario si concentra sulla complicata relazione tra i due in ambito musicale – con la Plastic Ono Band – personale – il divorzio dalla precedente moglie Cynthia, il nuovo figlio Sean e il lost weekend – politico – le proteste bed-in attuate dai due – e artistico – gli album sperimentali che non videro mai la luce. Fa inoltre una parallela sulle perdite personali dei due come la perdita della madre Julia Lennon e l'iniziale separazione di Ono dalla prima figlia Kyoko Cox (avuta da Anthony Cox), la critica dei fan beatlesiani su Yōko, ma intende anche fare una parallela della situazione politico-sociale dell'America di quei tempi.

## Produzione
(Kevin Macdonald)
Il documentario è stato prodotto tra Inghilterra e Stati Uniti, diretto da Kevin Macdonald (già direttore di altre biopic su Emeric Pressburger, Bob Marley e Whitney Houston) e Sam Rice-Edwards (direttore di un biopic su Ronaldinho), con supporto di Brad Pitt.
Il film contiene registrazioni inedite come telefonate condotte dai due, film e registrazioni amatoriali girate in quegli anni e spezzoni live direttamente dal concerto One to One, con audio restaurato e remixato direttamente dal figlio Sean Lennon, che ha supervisionato la produzione del documentario, questo è stato fatto perché, secondo il regista stesso, il concerto è stato pubblicato solo una volta a causa dei "metodi scarsi di registrazione".
La colonna sonora del documentario è per l'appunto una versione remixata del Live in New York City, da parte di Sean.
Per l'occasione l'appartamento dove Lennon e Ono vissero a New York fu parzialmente ricostruito per offrire agli spettatori un'introspettiva sulla loro relazione personale, i lavori sul film sono durati quasi tutto l'anno.

## Distribuzione
Il film è stato mostrato per la prima volta all'81ª mostra internazionale d'arte cinematografica di Venezia (dove furono presentati anche Beetlejuice Beetlejuice, Campo di Battaglia e altri film) nella sezione non-fiction fuori concorso e distribuito nelle sale nordamericane da Magnolia Pictures dall'11 aprile 2025 e in quelle italiane da Nexo Studios dal 15 maggio seguente.

## Accoglienza

### Incassi
Il film ha incassato 959812 $.

### Critica
Il documentario è stato generalmente accolto positivamente dalle principali testate giornalistiche come Vanity Fair, Rolling Stone o Cinecittà ed è generalmente visto come uno dei migliori film presentati alla mostra del cinema di Venezia. Su Rotten Tomatoes il 91% di 77 critici ha gradito il film, su Metacritic il voto medio di 23 critici è di 79/100.

## Opinione pubblica
Sean Lennon ha commentato il film chiamandolo "il primo film che capisce davvero mia madre".